# Тузов, Николай Яковлевич
Никола́й Я́ковлевич Ту́зов (10 августа 1919 года — 27 апреля 1999 года) — военный лётчик, генерал-майор авиации (1962).

## Биография
Родился 10 августа 1919 года в деревне Бердовка (ныне — Калязинского района Тверской области). В 1934 году окончил 7 классов школы в селе Нерль. С 1935 года жил в городе Кострома. В 1937 году окончил 2 курса Костромского текстильного рабфака Костромской аэроклуб.
В армии с декабря 1937 года. В декабре 1938 года окончил Пермскую военную авиационную школу лётчиков. Служил младшим лётчиком в отдельном аэрофотосъёмочном отряде (в Московском и Прибалтийском военных округах). В первый день войны все самолёты отряда были уничтожены на аэродроме в Каунасе, а лётчики отправлены в тыл (в посёлок Каменка).
Участник Великой Отечественной войны: в августе-сентябре 1941 — лётчик 2-й отдельной разведывательной аэрофотосъёмочной авиационной эскадрильи. Воевал на Юго-Западном фронте. Летал на самолёте Су-2. Участвовал в оборонительных боях на Левобережной Украине. 5 сентября 1941 года был тяжело ранен в левое предплечье осколком снаряда зенитной артиллерии.
До ноября 1941 года находился на излечении в госпитале в городе Ворошиловск (ныне Ставрополь). В декабре 1941 года направлен в город Куйбышев — в 227-й бомбардировочный авиационный полк, который вскоре был переформирован в 801-й штурмовой авиационный полк.
В июне 1942 — мае 1945 — командир звена, заместитель командира и командир авиаэскадрильи 801-го (с сентября 1943 — 132-го гвардейского) штурмового авиационного полка. Воевал на Брянском, Калининском, Волховском, Западном и 2-м Украинском фронтах. Летал на самолёте Ил-2. Участвовал в Воронежско-Ворошиловградской и Ржевско-Сычёвской операциях, прорыве блокады Ленинграда, Ржевско-Вяземской, Спас-Деменской, Ясско-Кишинёвской, Дебреценской и Будапештской операциях.
Всего за время войны совершил 86 боевых вылетов (15 — на самолёте Су-2 и 71 — на самолёте Ил-2).
После войны до января 1946 года служил штурманом штурмового авиационного полка (в Южной группе войск. В 1950 году окончил Военно-воздушную академию (Монино). Служил заместителем командиров штурмовых авиаполков (в Прикарпатском военном округе и Группе советских войск в Германии.
С января 1954 года служил в 4-м Центре боевого применения и переучивания лётного состава ВВС в городе Воронеж: заместителем командира (1954—1955) и командиром (1955—1956) 667-го исследовательского инструкторского штурмового авиационного полка, командиром 91-го исследовательского инструкторского истребительного авиационного полка (1956—1957). В 1959 году окончил авиационный факультет Военной академии Генштаба.
В 1959—1961 — командир 37-й истребительной авиационной дивизией (в Прикарпатском военном округе. В 1961—1965 — заместитель начальника 4-го Центра боевого применения и переучивания лётного состава ВВС по научно-исследовательской работе (в Липецке). В 1965 году был списан с лётной работы. С ноября 1965 года — заместитель начальника штаба 26-й воздушной армии (в Белорусском военном округе).
С мая 1966 года по апрель 1967 года находился в загранкомандировке во Вьетнаме. Участвовал в войне во Вьетнаме в качестве старшего авиационного специалиста по обучению воздушным боям вьетнамских лётчиков.
В 1968—1970 — начальник штаба 71-го истребительного авиационного корпуса (в Группе советских войск в Германии). В ноябре 1970 — июле 1976 — начальник военно-научного и уставного отдела Главного штаба ВВС. С сентября 1976 года генерал-майор авиации Н. Я. Тузов — в отставке.
Жил в Москве. Умер 27 апреля 1999 года. Похоронен на Троекуровском кладбище.

Могила Н. Я. Тузова на Троекуровском кладбище

## Награды
- Орден Ленина (18.08.1945)
- 4 ордена Красного Знамени (5.11.1941; 11.08.1943; 26.10.1944; 23.01.1967)
- 2 ордена Отечественной войны 1-й степени (9.03.1943; 11.03.1985)
- Орден Красной Звезды (21.08.1953)
- Орден «За службу Родине в Вооружённых Силах СССР» 3-й степени (30.04.1975)
- Медаль «За боевые заслуги» (30.12.1947)
- Медаль «За оборону Ленинграда»
- Медаль «За взятие Будапешта»
- другие медали

Иностранные награды
- Орден Труда 3-й степени (12.04.1967)
- Медаль Дружбы (12.04.1967)

## Присвоение звания Героя Советского Союза
Постоянный Президиум Съезда народных депутатов СССР своим Указом от 4 марта 1998 года присвоил Н. Я. Тузову звание Героя Советского Союза. Однако этот Указ является нелегитимным (см. статью Награды Постоянного Президиума Съезда народных депутатов СССР).